# George Baker (acteur)
Pour les articles homonymes, voir Baker et George Baker.
George Baker, né le 1er avril 1931 à Varna (Bulgarie) et mort le 7 octobre 2011 à West Lavington (Wiltshire) d'une pneumonie, est un acteur et écrivain britannique.

## Biographie

### Jeunesse
George Baker est né à Varna, Bulgarie. Son père était un homme d'affaires anglais et vice-consul honoraire et sa mère une infirmière irlandaise de la Croix-Rouge ayant déménagé en Bulgarie pour aider à lutter contre le choléra.
Au début de la guerre, il est envoyé dans le Yorkshire avec sa mère et ses quatre frères et sœurs âgés de dix ans.
Il étudie au Lancing College, dans le Sussex. Il quitte l'école à 14 ans et trove un emploi dans le théâtre de répertoire, qu'il met entre parenthèses lorsqu'il est appelé au service national en 1949. C'est au collège des cadets d'Aldershot, qu'il rencontre Julia Squires, la femme qui serait sa première épouse. Ils se marient en 1950. Deux ans plus tard, il est démobilisé et le couple retourne à Londres et Baker reprend ses représentations, notamment à l'Old Vic.

### Carrière
Son premier rôle majeur est celui du lieutenant d'aviation David Maltby dans Les Briseurs de barrages en 1955. En raison de sa grande ressemblance avec le véritable David Maltby, Baker a souvent été confondu avec lui par son ancien collègue le commandant de station de la RAF Scampton, Charles Whitworth également conseiller technique du film.
Ian Fleming considérait Baker comme le candidat idéal pour jouer James Bond dans les films, mais le rôle revint à Sean Connery car Baker avait des engagements préalables avec une compagnie concurrente. Il a cependant joué dans On ne vit que deux fois, il est apparu non-crédité en tant qu'ingénieur de la NASA ; dans L'Espion qui m'aimait dans le rôle du capitaine Benson ; et comme le généalogiste Sir Hilary Bray dans Au service secret de Sa Majesté. Lorsque Bond, joué par George Lazenby, se fait passer pour Bray pour accéder à Blofeld, la voix de Baker a été doublée à la place de celle de Lazenby pour donner l'accent.
En 1980, Baker a écrit Fatal Spring, une pièce pour la télévision traitant de la vie des poètes Wilfred Owen, Siegfried Sassoon et Robert Graves, apparue sur BBC 2 le 7 novembre 1980. Cela lui a valu un prix de la paix des Nations Unies. Il a également écrit quatre des scénarios de Wexford.
En 2007, Baker a été nommé membre de l'Ordre de l'Empire britannique pour son travail caritatif en aidant à créer un club de jeunes dans son village natal,.

### Vie privée
George Baker épouse sa première femme, Julia Squire, le 22 décembre 1950, ils ont ensemble 4 filles. Ils divorcent en 1974. Il épouse ensuite Sally Home avec qui il a une fille. Sally meurt en 1993. Baker épouse Louie Ramsay l'année suivante. Il resteront mariés jusqu'à sa mort en mars 2011 (6 mois avant celle de Baker).
Sa petite-fille Kim Sherwood est écrivaine ; son premier roman, Testament, a été inspiré par l'expérience de sa grand-mère paternelle de l'Holocauste ainsi que par son chagrin face à la mort de Baker. Sherwood a été sélectionnée en 2021 pour écrire une trilogie de livres de James Bond, franchise dont Baker a participé à plusieurs de ses adaptations cinématographiques, devenant ainsi la première femme à le faire.

### Mort
Baker est décédé le 7 octobre 2011 à l'âge de 80 ans d'une pneumonie, à la suite d'un AVC.

## Filmographie partielle

### Cinéma
- 1953 : Le visiteur nocturne de Guy Hamilton : Adjudant
- 1955 : Le Bateau qui mourut de honte de Basil Dearden : Bill Randall
- 1955 : Les Briseurs de barrages de Michael Anderson : Lieutenant David Maltby
- 1955 : La Femme pour Joe de George More O'Ferrall : Joe Harrop
- 1956 : The Feminine Touch (en) de Pat Jackson : Dr Jim Alcott
- 1956 : The Extra Day de William Fairchild : Steven Marlow
- 1956 : Commando en Corée de Julian Amyes : Lieutenant Butler
- 1957 : Les Années dangereuses (en) de Herbert Wilcox : Padre
- 1957 : Rien ne sert de pleurer (en) de Cyril Frankel : Dr. Nigel Barnes
- 1958 : Le justicier (en) de David MacDonald : Moonraker
- 1958 : Le Coup de minuit (en) de Gordon Parry : Johnny Mansell
- 1963 : Lancelot chevalier de la reine de Cornel Wilde : Sire Gauvain
- 1964 : La Vie extraordinaire de Winston Churchill de Peter Baylis (documentaire) : Lord Randolph (voix)
- 1965 : La Malédiction de la mouche de Don Sharp : Martin Delambre
- 1967 : Mister Ten Per Cent (en) de Peter Graham Scott : Lord Edward
- 1967 : On ne vit que deux fois de Lewis Gilbert : Ingénieur de la NASA (non-crédité)
- 1969 : Justine de George Cukor : Ambassadeur britannique David Mountolive
- 1969 : Au service secret de Sa Majesté de Peter R. Hunt : Sir Hilary Bray
- 1970 : L'Exécuteur de Sam Wanamaker : Philip Crawford
- 1973 : Because of the Cats de Fons Rademakers : Boersma
- 1973 : L'amour fleurit en décembre (en) de Sidney Poitier : Dr. Henry Barlow
- 1975 : Three for All de Martin Campbell : Eddie Boyes
- 1975 : The Firefighters de Jonathan Ingrams : Officier Harrison
- 1976 : Les Douze Travaux d'Astérix de René Goscinny et Albert Uderzo : Voix additionnelles
- 1976 : Intimate Games (en) de Tudor Gates et Martin Campbell : Professor Gottlieb
- 1977 : L'Espion qui m'aimait de Lewis Gilbert : Capitaine Benson
- 1978 : Les 39 Marches de Don Sharp : Sir Walter Bullivant
- 1980 : Les Loups de haute mer de Andrew V. McLaglen : Fletcher
- 1980 : Jeux d'espions de Ronald Neame : Parker Westlake
- 1987 : Out of Order (en) de Jonnie Turpie : Inspecteur en chef
- 1988 : Pour la gloire de Martin Stellman : Kilcoyne

### Télévision

#### Téléfilms
- 1958 : Doomsday for Dyson : Goltsev
- 1977 : Opening Night : Inspecteur-détective en chef Roderick Alleyn
- 1977 : Colour Scheme : Inspecteur-détective en chef Roderick Alleyn
- 1977 : Vintage Murder : Inspecteur-détective en chef Roderick Alleyn
- 1978 : Un crime pure laine : Inspecteur-détective en chef Roderick Alleyn
- 1982 : Little Miss Perkins : Mr. Macauley
- 1985 : Bird Fancier : Albert Seers
- 1985 : We'll Support You Evermore : Colonel
- 1986 : Le Fantôme de Canterville : Oncle Hesketh
- 1988 : Journey's End : Le colonel
- 2000 : Back to the Secret Garden (en) : Will Weatherstaff

#### Séries télévisées
- 1956 : Adventure Theater (en) (saison 1, épisode 4)
- 1958 : The Truth About Melandrinos : David Westbrook
- 1959 : Nick of the River (en) : Détective D.H.C. « Nick » Nixon
- 1961 : Probation Officer (en) : Bill Walker (saison 2, épisodes 30 & 31)
- 1961 : Maigret : Dominic Père (saison 2, épisode 2 : Maigret et le Corps sans tête)
- 1962 : Zero One (en) : Cargan (saison 1, épisode 2)
- 1963 : It Happened Like This : Miles Standish (saison 1, épisode 11)
- 1964 : Rupert of Hentzau (en) : Rudolf Rassendyll
- 1965 : Gideon's Way : Bailey (saison 1, épisode 12)
- 1965 : The Sullavan Brothers (en) : Edward Drayton (saison 2, épisode 5)
- 1965 : Undermind (en) : Thallon (saison 1, épisode 11)
- 1966 : The Master : Chef d'escadron Frinton (5 épisodes)
- 1966 : Alias le Baron : Frank Ashton (saison 1, épisode 25)
- 1967 : Le Prisonnier : Nouveau numéro 2 (saison 1, épisode 1)
- 1970 : Kate (TV series) (en) : Tom Prentice (saison 1, épisode 6)
- 1970 : Paul Temple (en) : Mark Hill (saison 2, épisode 3)
- 1970 : Doomwatch (en) : John Mitchell (saison 1, épisode 10)
- 1970 : Up Pompeii! (en) : Jamus Bondus (saison 2, épisode 3)
- 1970 : The Goodies (en) : Chef Beefeater (saison 1, épisode 1)
- 1970 : Fraud Squad : Bill Garland (saison 2, épisode 12)
- 1971 : Amicalement vôtre : Britten (saison 1, épisode 11)
- 1972 : The Main Chance (en) : Major Donovan (saison 3, épisode 2)
- 1972 : The Man Outside : Philip Lockley (saison 1, épisode 12)
- 1972 : New Scotland Yard (en) : John Randall (saison 2, épisode 9)
- 1972 : The Fenn Street Gang (en) : Mr. Bowler (4 épisodes)